# Notitia Urbis Constantinopolitanae

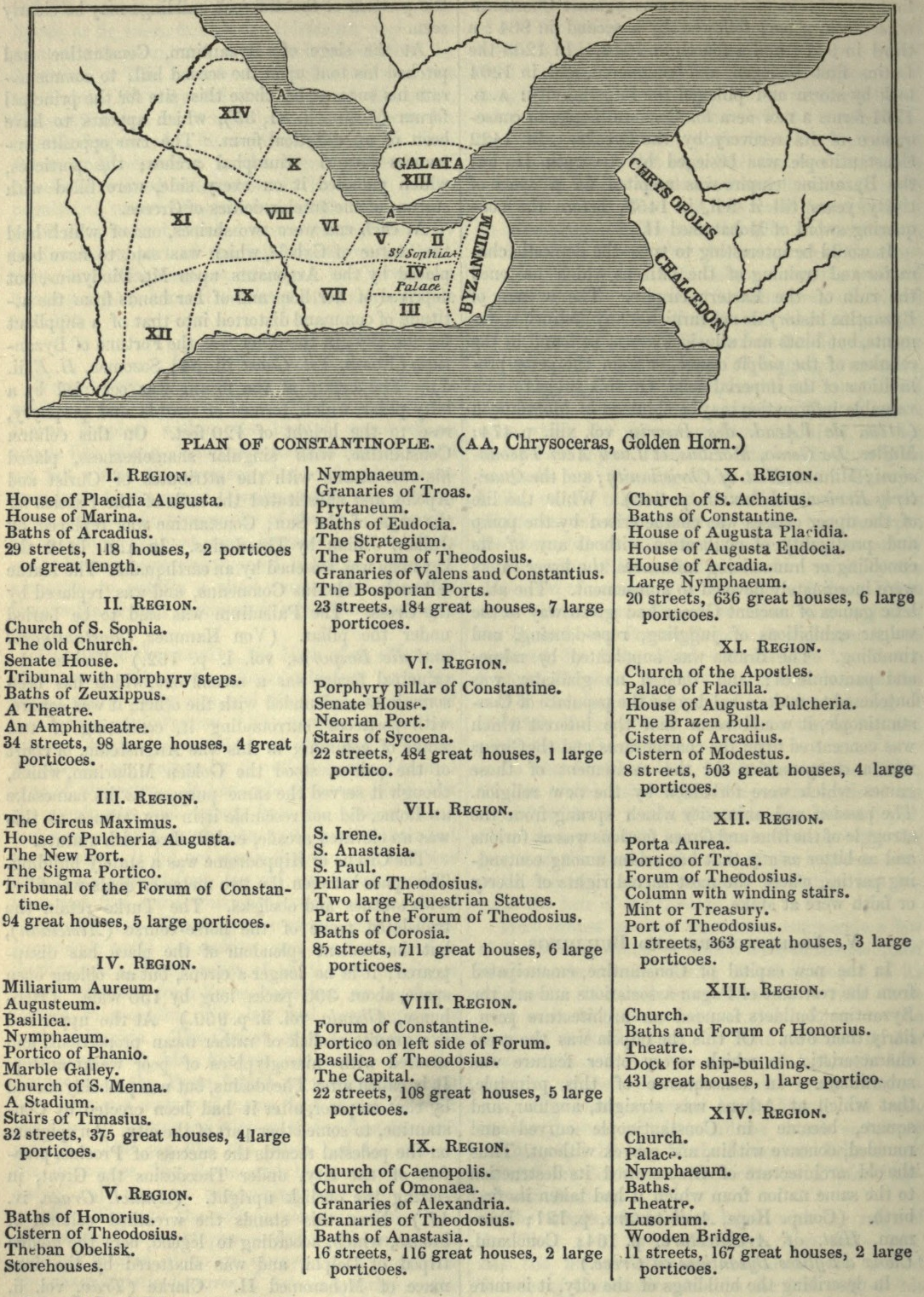
Reproduction d’une page de la Notitia avec plan de la ville et énumération des régions.

La Notitia Urbis Constantinopolitanae est un registre semblant se baser sur des sources officielles des régions administratives de l’ancienne Constantinople, donnant une liste de ses monuments et édifices civils et religieux ainsi que des fonctionnaires existant vers le milieu du Ve siècle (entre 425 et 430) sous le règne de l’empereur Théodose II (r. 402 coempereur; 408 seul empereur; 450). Ce genre de « registre des régions » était assez fréquent à l’époque et on en trouve pour différentes villes dont Rome.

## Le texte et sa publication
Le texte consiste en une préface, une liste des 14 régions administratives de Constantinople, indiquant dans chacune d’elles les principaux édifices publics : églises, forums, palais, théâtres, bains publics, fontaines ainsi que des hauts fonctionnaires en exercice. Il se termine par un récapitulatif indiquant que Constantinople possédait à l’époque 5 palais, 14 églises, 8 bains publics, 153 bains privés, 4 grandes places (fora), 5 entrepôts (horrea), 2 théâtres, 2 théâtres de mimes (lusoria), un hippodrome (circus), 4 citernes, 322 « quartiers » (vici), 4388 « maisons » (domus), 17 ports (gradus), et 5 abattoirs. 
Dans certains cas toutefois, il est difficile de savoir précisément le sens précis que l'on doit donner à certains mots. Par exemple, l’auteur mentionne qu’il y avait 4388 « domus » dans la ville, chiffre évidemment inférieur à la réalité si le mot « domus » désigne simplement une maison. Il est probable qu’il s’agissait de villas importantes, puisque les demeures de certaines impératrices sont ainsi désignées, mais différentes des « palais » qui étaient sans doute des résidences impériales. Finalement, on y trouve la liste de certains fonctionnaires existant dans chaque région. Chacune était dirigée par un « curateur » (curator)  qui avait la responsabilité ultime de la région, un « esclave-policier » (vernaculus),  un nombre variable de « pompiers volontaires » (collegiati) et cinq dirigeants de quartiers (vicomagistri) dont la fonction était d’assurer la paix et la sécurité la nuit.
Le texte latin de la Notitia Urbis Constantinopolitanae fut publié pour la première fois par Otto Seeck, universitaire allemand, comme appendice de son édition de la Notitia Dignitatum (1876) en se basant sur un manuscrit du IXe siècle (Vindobonensis 162), complété par un manuscrit du XVe siècle de Vienne (Vindobonensis 3103) et un du XVIe siècle de Munich (Monacensis 10,291).
En dépit de l’imprécision de certains termes employés, la Notitia Urbis Constantinopolitanae nous permet de mieux percevoir ce à quoi devait rassembler la ville avant le programme de reconstruction que lança Justinien Ier (r. 527 – 265) après la révolte de Nika (532).
Ces régions commençaient à la pointe de la péninsule où se trouvait le quartier impérial pour se diriger progressivement vers l’ouest jusqu’au mur de Théodose. Seule la treizième région était située de l’autre côté de la Corne d’Or dans ce qui est aujourd’hui le quartier Karaköy d’Istanbul.

## Principaux monuments et édifices publics par région

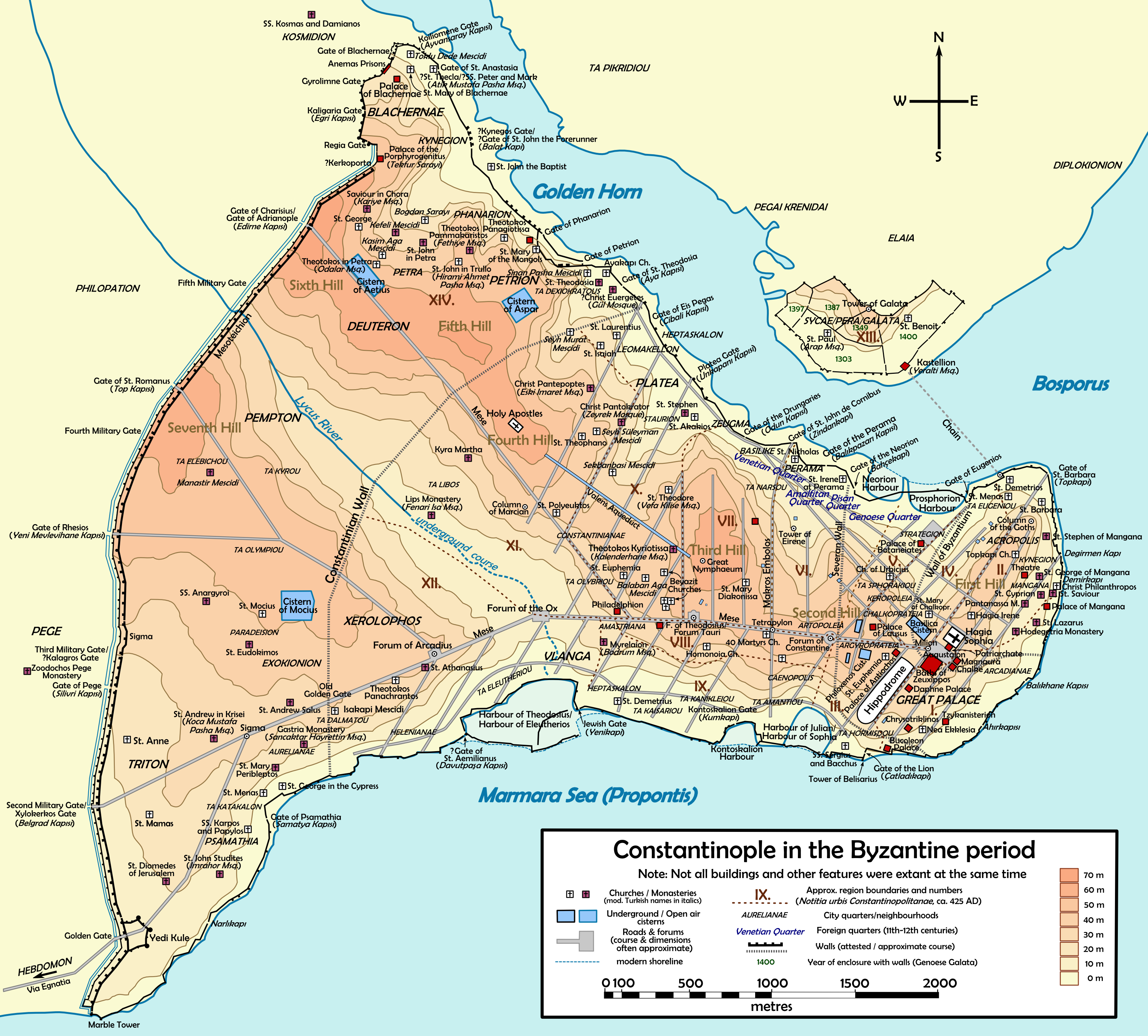
Carte de la Constantinople byzantine; les régions et les collines y sont énumérées en brun.

- Région I : le Grand Palais de Constantinople, palais de Lausos, palais Placidia, les bains Arcadianas  et quinze bains privés, cent-dix-huit « domus » .
- Région II : la Grande Église (Hagia Sophia), le Sénat de Constantinople (en fait deux édifices), les bains de Zeuxippe, un grand « portique », un théâtre et un amphithéâtre, quatre-vingt-dix-huit « domus ».
- Région III : l'hippodrome de Constantinople, le Nouveau Port (Kontoskalion), un bâtiment semi-circulaire appelé Sigma (près du Konstoskalion), le tribunal du forum de Constantin, quatre-vingt-quatorze « domus ».
- Région IV (ou IIII): le Milion, l’Augusteum, la basilique (la citerne basilique ?), un nympheum (grande fontaine publique), le portique Fanionis, le stade, trois-cent-soixante-quinze « domus ».
- Région V : les bains Honorianas, la citerne de Théodose, le Prytanée, les bains Eudocianas, le Strategium et le Forum de Théodose (anciennement Forum Tauri), un nympheum, trois grands entrepôts (horrea), le port de Prosphorion, la scala Chalcedonensis (emplacement du port spécialement réservé aux habitants de Chalcédoine de l’autre côté du Bosphore), cent-quatre-vingt-quatre « domus ».
- Région VI : la colonne de Constantin, le Neorium, la scala des Sycena (emplacement du port réservé aux habitants de la région XIII de l’autre côté de la Corne d’Or), quatre-cent-quatre-vingt-quatre « domus ».
- Région VII : trois grandes églises : Sainte-Irène, Anastasie et Saint-Paul, la Colonne de Théodose, le Forum de Théodose, les bains Carosianas, soixante-et-onze « domus ».
- Région VIII : une partie du Forum de Constantin, la Citerne de Théodose, le Capitolium, cent-huit « domus ».
- Région IX : deux grandes églises : Caenopolim et Homonoeam, les entrepôts (horrea) de Théodose et d’Alexandrine, la domus de dame Arcadia, les bains d’Anastasie, cent-soixante-dix « domus ».
- Région X : l’église Saint-Acace, la domus d’Augusta Placidia, la domus d’Augusta Eudocia, une très imposante fontaine publique, six-cents-trente-six « domus ».
- Région XI : église des Saints-Apôtres, les citernes Arcadiacam et Modestiacam, le Forum du Bœuf, la domus d’Augusta Pulcheria, cinquante-trois « domus ».
- Région XII : la Porte d’Or, le Forum de Théodose, le port d'Éleuthérios, trois-cents-soixante-trois « domus ».
- Région XIII : la région XIII était située de l’autre côté de la Corne d’Or et était appelée Sycena (aujourd’hui quartier Karaköy d’Istanbul). On y trouvait les bains et le forum d’Honorius, un théâtre, un port et des installations navales, quatre-cent-trente-et-une « domus ».
- Région XIV : une église, un palais, un nympheum, un théâtre de mimes, cent-soixante-sept « domus », deux grands « portiques ».